# KStV Alamannia Tübingen
Die Katholische Studentenverbindung Alamannia Tübingen (KStV Alamannia Tübingen) ist eine 1871 gegründete nichtschlagende farbenführende katholische Studentenkorporation an der Eberhard Karls Universität Tübingen. Sie ist Mitglied im Kartellverband katholischer deutscher Studentenvereine (KV).
Ihr Wahlspruch ist „In fide firmitas“ – „In Treue fest“. Ihre Farben sind schwarz–weiß–blau.

## Geschichte
Um einen Vereinigungspunkt für katholische Studenten in Tübingen zu ermöglichen, gründeten die württembergischen Theologen Camerer und Schott 1864 einen Katholischen Leseverein. Dieser wurde im Januar 1871 in Studentenverein umbenannt und gab sich am 27. Mai 1872 den Namen Alamannia, worauf 1872 die Aufnahme als 9. Kartellverein in den KV erfolgte. Später folgte die Reorganisation und Ausrichtung am Typ der Korporation. Seit 1906 nennt sich Alamannia nicht mehr „Verein“, sondern „Verbindung“.
Der Katholische Leseverein darf für sich beanspruchen, die älteste ausgesprochen katholische Korporation Tübingens zu sein. Andere katholische Verbindungen der Stadt entstanden entweder erst später oder nahmen das Prinzip der Katholizität erst durch den Einfluss des Lesevereins in ihre Statuten auf.
In der NS-Zeit sahen sich alle konfessionellen, insbesondere die katholischen Verbände mit erheblichem Druck zur Auflösung konfrontiert. Die Mitgliedschaft in einer katholischen Korporation war für damalige Studenten mit erheblichen Nachteilen verbunden, so dass ab 1935 vermehrt Nachwuchsschwierigkeiten auftraten. Nach der Selbstauflösung 1936 musste sich schließlich auch 1939 der Hausverein selbst auflösen. Haus und Garten mussten verkauft werden.
Nach dem Zweiten Weltkrieg wurde die Alamannia mit Hilfe des damaligen Staatspräsidenten von Württemberg-Hohenzollern und Mitglied der Verbindung Gebhard Müller wiedergegründet. Durch gerichtliche Vergleiche konnte 1950 das Haus und 1956 auch der Garten wieder gewonnen werden. Da die Räumlichkeiten jedoch an Flüchtlingsfamilien vergeben waren, konnte das Haus erst 1956 wieder komplett von Alamannen bezogen werden.

## Haus
1904 wurde das Verbindungshaus in der Biesingerstraße 15 fertiggestellt. Das Haus wurde im damals verbreiteten und dem Lebensgefühl der Studenten entsprechenden Stil der Neoromantik erbaut und bildet aufgrund seiner Lage einen weithin sichtbaren städtebaulichen Blickpunkt. Zugleich bietet es einen herrlichen Ausblick auf Schloss Hohentübingen und das weite Neckartal. Die sogenannte Alamannenburg ist seither Dreh- und Angelpunkt des aktiven Verbindungslebens und gilt als eines der schönsten Verbindungshäuser Tübingens und des gesamten Verbandes.

## Bekannte Mitglieder

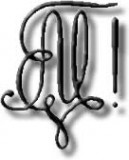
Zirkel

- Franz Xaver Arnold (1898–1969), Professor für Theologie und Rektor der Universität Tübingen
- Fritz Baur (1911–1992), Jurist und Professor an der Eberhard Karls Universität Tübingen
- Ludwig Baur (1871–1943), Professor für katholische Theologe und Landtagsabgeordneter
- Hermann Alfred Bendel (1894–1972), Landrat von Ravensburg
- Josef Beyerle (1881–1963), Justizminister von Württemberg
- Lorenz Bock (1883–1948), Staatspräsident von Württemberg-Hohenzollern
- Rudolf Böhmler (* 1946), Vorstandsmitglied der deutschen Bundesbank und Staatssekretär a. D.
- Anton Böhringer (1924–2001), Landtagsdirektor
- Georg Braig (1888–1962), Mitglied des Landtages von Württemberg
- Franz Brendle (* 1964), Historiker und Professor an der Eberhard Karls Universität Tübingen
- Heinrich Brügger (1895–1976), Mediziner
- Odilo Burkart (1899–1979), Generalbevollmächtigter bei Friedrich Flick, Wehrwirtschaftsführer
- Peter Cremerius (1893–1959), Landrat von Borken
- Klaus Peter Dannecker (* 1963), Professor für Theologie
- Günter Dürig (1920–1996), Professor für Staatsrecht
- Michael Felder (1966–2012), Professor für Theologie
- Karl Feßler (1931/32–2010), Oberbürgermeister von Filderstadt
- Artur Fiederer (1881–1946), Oberamtmann von Neresheim, Laupheim und Blaubeuren sowie Landrat von Öhringen
- Heinrich Finke (1855–1938), Professor für Kirchengeschichte
- Lothar Freund (1930–2010), Präsident des Staatsgerichtshofs Baden-Württemberg
- Ernst Friesenhahn (1901–1984), Richter des Bundesverfassungsgerichts
- Franz Xaver von Funk (1840–1907), Professor für Patrologie
- Erich Ganzenmüller (1914–1983), Musikpädagoge und Präsident des Landtags von Baden-Württemberg
- Heiner Geißler (1930–2017), von 1982 bis 1985 Bundesminister für Jugend, Familie und Gesundheit und von 1977 bis 1989 Generalsekretär der CDU
- Max Gögler (1932–2011), Regierungspräsident von Tübingen
- Adolf Gröber (1854–1919), Zentrumspolitiker, Mitglied des Reichstages und des württembergischen Landtages
- Winfried Grupp (1936–2003), Landtagsdirektor
- Heinrich Günter (1870–1951), Historiker
- Hansjörg Häfele (1932–2025), Parlamentarischer Staatssekretär beim Bundesminister der Finanzen
- Walter Hailer (1905–1989), Bevollmächtigter des Landes Baden-Württemberg beim Bund sowie Präsident des Staatsgerichtshof von Baden-Württemberg
- Konstantin Hank (1907–1977), Oberbürgermeister von Schramberg
- Paul Heckmann (1909–1980), Landrat von Biberach
- Michael Hochgeschwender (* 1961), Professor für Kulturanthropologie und nordamerikanische Kulturgeschichte
- Paul Hofmeister (1875–1957), Oberamtmann von Neresheim und Tettnang
- Karl Gottfried Hugelmann (1879–1959), Professor für Staatsrecht und Kirchenrecht, Universitätsrektor
- Claus Jäger (1931–2013), Mitglied des Bundestages
- Emil Kaim (1873–1949), Mitglied des Landtages von Württemberg
- Norbert Kiechle (1885–1966), Landrat von Wangen
- Kurt Georg Kiesinger (1904–1988), von 1958 bis 1966 Ministerpräsident von Baden-Württemberg, von 1966 bis 1969 dritter Bundeskanzler der Bundesrepublik Deutschland und von 1967 bis 1971 Bundesvorsitzender der CDU
- Max Kottmann (1867–1948), Generalvikar der Diözese Rottenburg
- Karl-Artur Kovar (1938–2023), Professor für Pharmazie und Mitglied des Nationalen Drogenrates der Bundesregierung
- Johannes Kreidler (* 1946), Weihbischof im Bistum Rottenburg-Stuttgart
- Aloys Küchle (1888–1936), Mitglied des Landtages von Württemberg
- Franz Xaver von Linsenmann (1835–1898), Bischofselekt von Rottenburg
- Karl Lux (1872–1931), Theologe, Professor für Kirchenrecht
- Wilhelm Marx (1863–1946), Reichskanzler 1923–1924, 1926–1928
- Otto Mauthe (1892–1974), Arzt, NS-Täter bei den Krankenmorden („Aktion T4“) und der systematischen Ermordung von Sinti und Roma
- Johannes Meinhardt (1922–2013), Richter am Bundessozialgericht
- Lorenz Menz (* 1935), Staatssekretär a. D.
- Gebhard Müller (1900–1990), Ministerpräsident Baden-Württembergs und Präsident des Bundesverfassungsgerichts
- Walter Münch (1911–1992) , Landrat von Wangen
- Peter Nonnenmühlen (1868–1952), Oberbürgermeister von Mönchengladbach
- Josef Emil Nünlist (1875–1952), Geistlicher
- Josef Nolte (* 1940), Theologe und Kunsthistoriker
- Albert Pfitzer (1912–2000), Direktor des Bundesrates (1951–1978)
- Daniel Rapp (* 1972), Oberbürgermeister von Ravensburg
- Benedikt Reetz (1897–1964), Abt der Abtei Seckau (1926–1957), Erzabt der Erzabtei Beuron (1957–1964), Konzilsvater des Zweiten Vatikanischen Konzils
- Wilhelm Reich (1881–1951), Landrat von Saulgau und Neresheim
- Franz Reinhard (1859–1927), Mitglied im Preußischen Abgeordnetenhaus und Preußischen Staatsrat
- Jost Reischmann (* 1943), Bildungswissenschaftler
- Wilhelm von Reiser (1835–1898), Bischof des Bistums Rottenburg
- Friedo Ricken (1934–2021), Professor für Philosophie
- Josef Rief (1924–2021), Professor für Moraltheologie
- Alois Rummel (1922–2013), Journalist, Chefredakteur des Rheinischen Merkur
- Johannes Baptist Sägmüller (1860–1942), Theologe, Professor für Kirchenrecht
- Anton Schall (1920–2007), Orientalist
- Paul von Schanz (1841–1905), Theologe
- Hansludwig Scheffold (1926–1969), Oberbürgermeister von Schwäbisch Gmünd
- Stefan Scheffold (* 1959), Landtagsabgeordneter
- Max Schermann (1873–1929), Mitglied des Landtags von Württemberg
- Siegfried Schiele (* 1939), Politikdidaktiker
- Anton Schmid (1886–1968), Landrat von Rottenburg
- Otto Schmidt, Mitglied des Landtags von Württemberg
- Josef Schneider (1893–1978), Mitglied des Landtages von Württemberg-Hohenzollern
- Norbert Schneider (* 1935), Staatssekretär a. D.
- Jörg Schnekenburger (1928–1988), Chemiker
- Andreas Schockenhoff (1957–2014), Stellvertretender Vorsitzender der CDU/CSU-Bundestagsfraktion
- Eberhard Schockenhoff (1953–2020), Professor für Moraltheologie
- Norbert Schoch (1932–2008), Oberbürgermeister von Schwäbisch Gmünd
- Peter-Johannes Schuler (1940–2013), Historiker
- Paul Simon (1882–1946), Dompropst
- Albert Sleumer (1876–1964), Priester und Latinist
- Joannes Baptista Sproll (1870–1949), Bischof des Bistums Rottenburg und Gegner des NS-Regimes
- Bruno Stärk (1894–1979), Künstler
- Edmund Stark (1909–2004), Richter
- Dieter Stolte (1934–2023), Journalist, ehemaliger Intendant des ZDF sowie Herausgeber der Welt und der Berliner Morgenpost
- Eugen Stolz (1874–1936), Theologe
- Bernhard Vesenmayer (1910–1995), Landrat von Künzelsau
- Felix Walter (1890–1949), Verwaltungsbeamter und Politiker, Mitglied des Parlamentarischen Rates
- Karl Walter (1858–1930), Zentrumspolitiker, Mitglied des Landtages von Württemberg
- Hermann Weller (1878–1956), neulateinischer Dichter
- Edmund Wetzel (1907– nach 1991), Richter
- Julius Wilhelm (1896–1983), Professor für romanische Philologie
- Gebhard Ziller (1932–2024), Direktor des Bundesrates (1978–1987), Staatssekretär im Bundesministerium für Forschung und Technologie (1987–1996)
- Ludwig von Zimmerle (1832–1907), Reichsgerichtsrat
- Ludwig Zimmerle (1867–1925), Generalbevollmächtigter in Litauen und Senatspräsident am Reichsgericht
- Karl Theodor Zingeler (1845–1923), Historiker